# Union démocratique de Serbie
Pour les articles homonymes, voir Union démocratique.
L'Union démocratique de Serbie (en serbe : Демократска заједница Србије et Demokratska zajednica Srbije), est un ancien parti politique de Serbie. Il a été créé le 23 juin 2006 par Obren Joksimović.
L'Union démocratique de Serbie est née d'une scission du Parti démocratique de Serbie du premier ministre Vojislav Koštunica. Créé en 2006, elle a participé aux élections législatives serbes du 21 janvier 2007, où il a présenté 207 candidats. Elle a obtenu 5 438 voix, soit 0,13 % des suffrages, score qui ne lui a pas permis de remporter de siège au Parlement de Serbie. Elle a soutenu Tomislav Nikolić au second tour de l'élection présidentielle serbe de 2008 et elle a depuis fusionné avec le Parti radical serbe de Nikolić.